# Jeitoso
João Pedro Mussica znany jako Jeitoso (ur. 5 kwietnia 1991 w Maputo) – mozambicki piłkarz grający na pozycji lewego obrońcy. Jest wychowankiem klubu Ferroviário Maputo.

## Kariera klubowa
Swoją karierę piłkarską Jeitoso rozpoczął w klubie Ferroviário Maputo. W 2012 roku zadebiutował w jego barwach w pierwszej lidze mozambickiej. Wywalczył z nim mistrzostwo kraju w sezonie 2015, wicemistrzostwo w sezonie 2018 oraz zdobył Puchar Mozambiku w sezonie 2022.

## Kariera reprezentacyjna
W reprezentacji Mozambiku Jeitoso zadebiutował 17 października 2015 w przegranym 0:3 meczu Mistrzostw Narodów Afryki 2016 z Zambią, rozegranym w Ndoli. Od 2015 do 2021 rozegrał w kadrze narodowej 30 meczów i strzelił 3 gole.